# Gel a la deriva

Esquema de gel a la deriva (a la dreta) contraposat a gel fix (a l'esquerra).

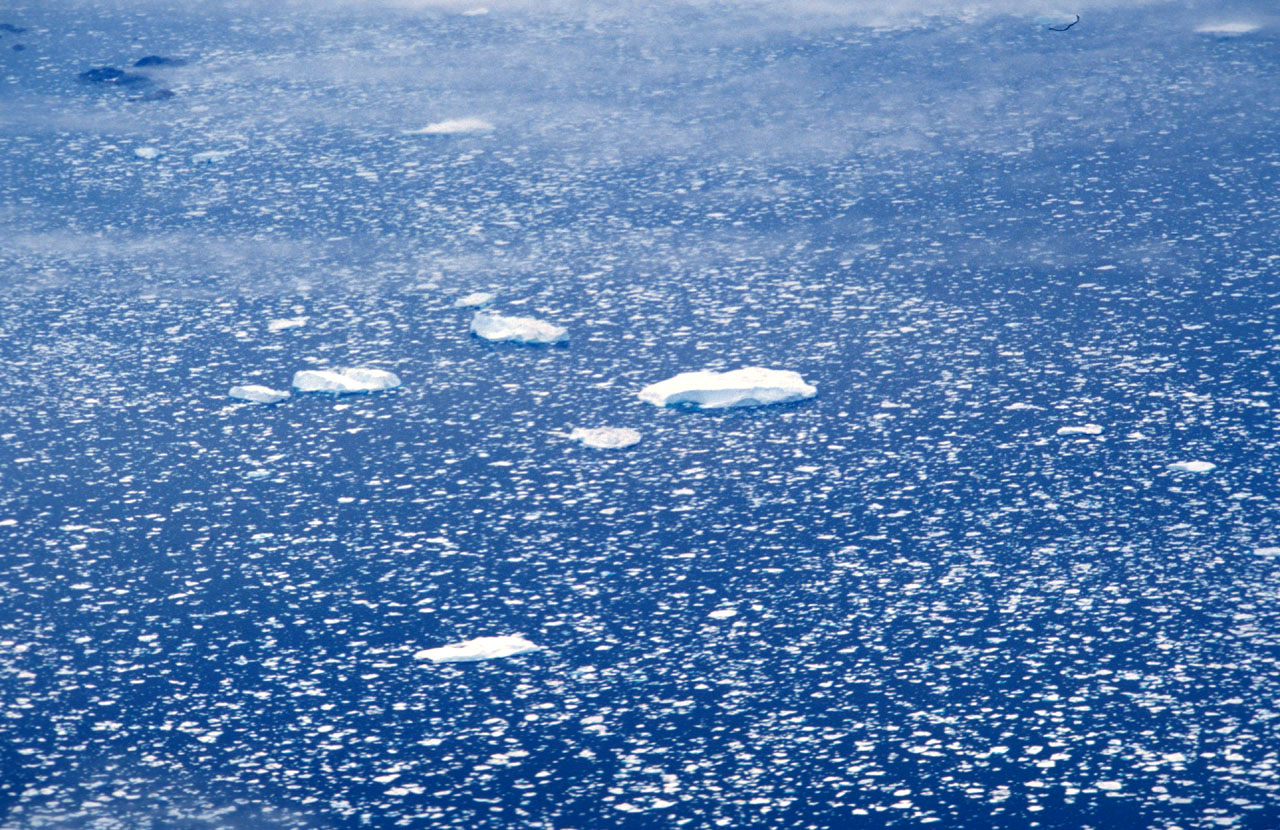
gel a la deriva (Grenlàndia).

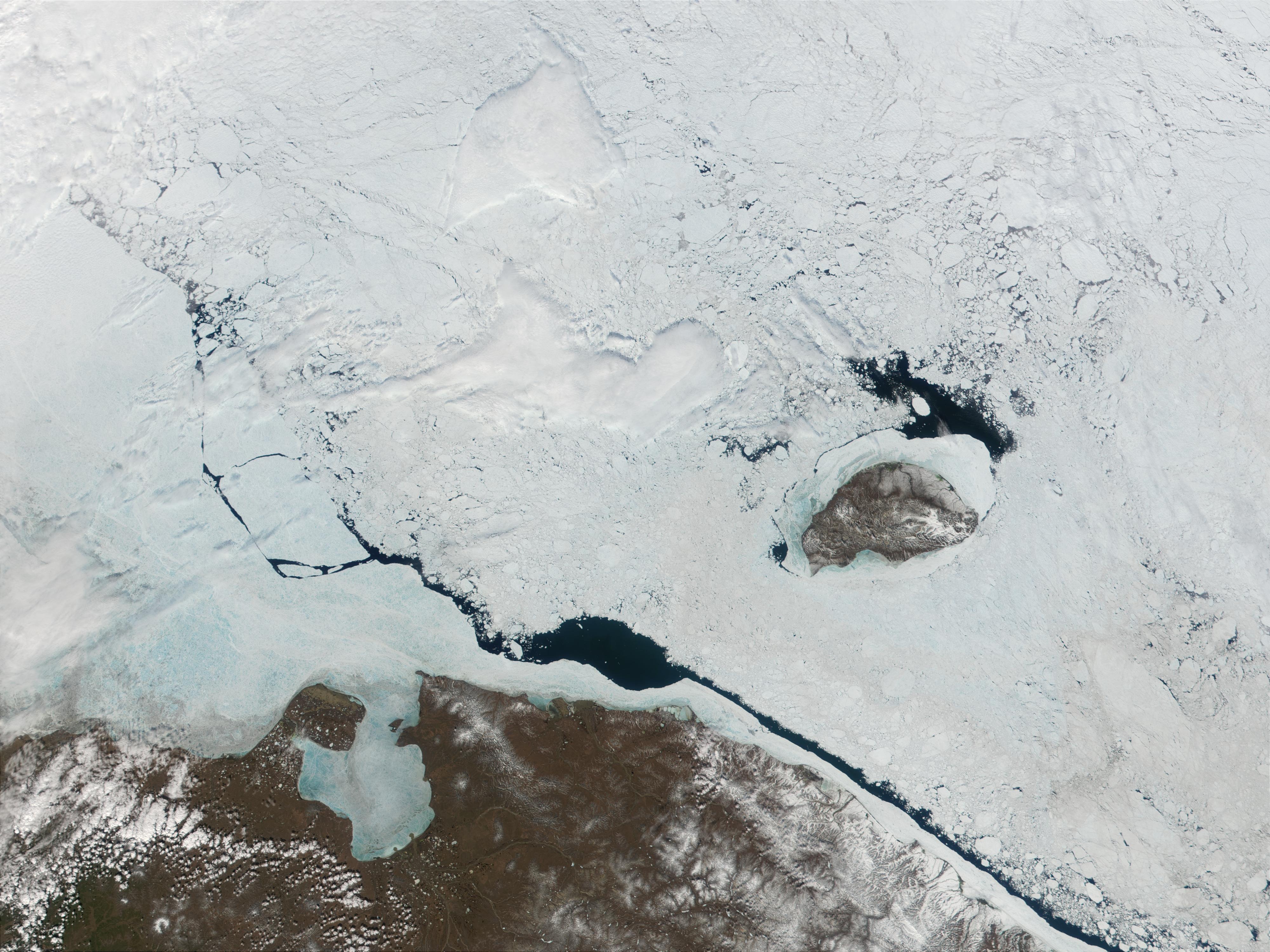
Imatge de satèl·lit de gel a la deriva al voltant de l'illa de Wrangel.

El gel a la deriva, en anglès: drift ice, és una banquisa (mar de gel) que flota sobre la superfície de l'aigua del mar a les regions fredes del món, és un concepte que es fa servir en oposició al de gel fix (fast ice), que es tracta de la banquisa que està ancorada a les vores. Generalment, la deriva del gel és provocada principalment pels vents, encara que també hi influeixen les marees.
Un iceberg és un gran tros de gel a la deriva que pot tenir des de desenes de metres a diversos quilòmetres de diàmetre.
El gel a la deriva impulsat conjuntament en una sola gran massa, repel nom de pack de gel.
Els grans trossos de gel s'anomenen camps de gel.
A moltes zones, com la mar Bàltica, el gel a la deriva és tradicionalment un esdeveniment estacional, que ocorre a l'hivern i desapareix en les estacions més càlides. La deriva de gel estacional en la mar d'Okhotsk de la costa nord de Hokkaido, Japó, s'ha convertit en una atracció turística en aquesta zona que és la més meridional de l'Hemisferi Nord on es pot veure aquest fenomen.
Els principals aspectes que afecten el gel a la deriva són: 
- La seguretat en la navegació marina.
- L'impacte en el clima.
- L'impacte geològic.
- La influència en la biosfera.